# Skisprungsaison 1977/78

←1976/77 – 1977/78 – 1978/79→

Der Artikel über Skisprungssaison 1977/78 ist eine Übersicht zu den wichtigsten Skisprungwettbewerben der Wintersportsaison 1977/78. Herausragende Wettbewerbe waren in dieser Saison die Vierschanzentournee und die Nordischen Skiweltmeisterschaften im finnischen Lahti. Bei beiden Veranstaltungen erlebte die Skisprunggemeinde ein Wechselbad der Gefühle. So musste bei der Vierschanzentournee gleich beim Auftaktspringen in Oberstdorf der Wettbewerb das erste Mal in der Tourneegeschichte wetterbedingt nach dem 1. Durchgang abgebrochen werden. Der nach zwei Springen vorn liegende zweifache Tourneesieger Jochen Danneberg stürzte am Bergisel im Training und musste die Heimreise antreten. Somit kam der Finne Kari Ylianttila zu seinem etwas überraschenden Tourneesieg und war damit auch zum Favoritenkreis für die Weltmeisterschaften zu zählen. Doch auch der Finne war vom Pech verfolgt. Beim Training stürzte er schwer und brach sich den Knöchel. Dennoch konnten die Finnen bei den Weltmeisterschaften im eigenen Land einen Sieger feiern, Tapio Räisänen wurde auf der Großschanze, wenn auch äußerst knapp, Weltmeister. Mit 3 Medaillen in den 2 Sprungwettbewerben zeigte die DDR-Mannschaft nach der Ära Aschenbach erneut ihre Stärke. Matthias Buse wurde Weltmeister auf der Normalschanze. Die dritte große Springernation dieser Saison, Österreich, hatte einen schweren Start. Olympiasieger Karl Schnabl war verletzt, Ausnahmetalent Toni Innauer rang nach seiner Verletzung um Anschluss. In die Bresche sprang Alois Lipburger, der nach der Vierschanzentournee, bei der die Austria-Adler enttäuschten, bei internationalen Wettbewerben mehrere Podestplätze ersprang und bei der WM überraschend Silber auf der Großschanze holte.

## Wettbewerbsübersicht
| Datum                                              | Austragungsort  | Schanze                        | Bemerkung                                                 | Sieger                                                                                  | Zweiter                                                              | Dritter                                                  | Beleg         |
| -------------------------------------------------- | --------------- | ------------------------------ | --------------------------------------------------------- | --------------------------------------------------------------------------------------- | -------------------------------------------------------------------- | -------------------------------------------------------- | ------------- |
| 26. Dezember 1977                                  | St. Moritz      |                                | Weihnachtsspringen                                        | Tauno Käyhkö                                                                            | Jim Denney                                                           | Sakae Tsuruga                                            | [ 2 ]         |
| Vierschanzentournee:                               |                 |                                |                                                           |                                                                                         |                                                                      |                                                          |               |
| 30. Dezember 1977                                  | Oberstdorf      | Schattenbergschanze K115       |                                                           | Mathias Buse                                                                            | Martin Weber                                                         | Kari Ylianttila                                          | [ 3 ]         |
| 1. Januar 1978                                     | Garmisch-Part.  | Große Olympiaschanze K107      |                                                           | Jochen Danneberg                                                                        | Kari Ylianttila                                                      | Henry Glaß                                               | [ 3 ]         |
| 4. Januar 1978                                     | Innsbruck       | Bergiselschanze K106           |                                                           | Per Bergerud                                                                            | Kari Ylianttila                                                      | Jouko Törmänen                                           | [ 4 ]         |
| 6. Januar 1978                                     | Bischofshofen   | Paul-Außerleitner-Schanze K106 |                                                           | Kari Ylianttila                                                                         | Walter Steiner                                                       | Henry Glaß                                               | [ 5 ]         |
|                                                    |                 |                                | Tournee-Gesamtwertung:                                    | Kari Ylianttila                                                                         | Mathias Buse                                                         | Martin Weber                                             | [ 5 ]         |
| 13. Januar 1978                                    | Tarvisio        | Trampolino Fratelli Nogara K80 | Dreiländer-Springertournee                                | Alois Lipburger                                                                         | Karl Schnabl                                                         | Toni Innauer                                             | [ 6 ]         |
| 14. Januar 1978                                    | Planica         | Srednja Bloudkova K90          | Dreiländer-Springertournee                                | Alois Lipburger                                                                         | Karl Schnabl                                                         | Bogdan Norčič                                            | [ 7 ]         |
| 15. Januar 1978                                    | Villach         | Jahnschanze K75                | Dreiländer-Springertournee                                | Alois Lipburger                                                                         | Hans Millonig                                                        | Bogdan Norčič                                            | [ 8 ] [ 9 ]   |
|                                                    |                 |                                | Tournee-Gesamtwertung:                                    | Alois Lipburger                                                                         | Karl Schnabl                                                         | Bogdan Norčič                                            | [ 8 ]         |
| 25. Januar 1978                                    | St. Moritz      | Olympiaschanze K94             | Schweizer Springertournee                                 | Alois Lipburger                                                                         | Thomas Meisinger                                                     | Axel Zitzmann                                            | [ 10 ]        |
| 27. Januar 1978                                    | Gstaad          | Mattenschanze K88              | Schweizer Springertournee                                 | Hansjörg Sumi                                                                           | Axel Zitzmann                                                        | Robert Mösching                                          | [ 11 ]        |
| 29. Januar 1978                                    | Engelberg       | Gross-Titlis-Schanze K116      | Schweizer Springertournee                                 | Axel Zitzmann                                                                           | Josef Samek                                                          | Leoš Škoda                                               | [ 11 ]        |
|                                                    |                 |                                | Tournee-Gesamtwertung:                                    | Axel Zitzmann                                                                           | Thomas Meisinger                                                     | Leoš Škoda                                               | [ 11 ]        |
| 5. Februar 1978                                    | Murau           | Hans-Walland-Großschanze K120  |                                                           | Klaus Tuchscherer                                                                       | Karl Schnabl                                                         | Alois Lipburger                                          | [ 12 ]        |
| 18. bis 26. Februar 1978 Nordische Ski-WM in Lahti |                 |                                |                                                           |                                                                                         |                                                                      |                                                          |               |
| 18. Februar 1978                                   | Lahti           | Salpausselkä K70               |                                                           | Matthias Buse                                                                           | Henry Glaß                                                           | Alexei Borowitin                                         |               |
| 22. Februar 1978                                   | Lahti           | Salpausselkä K90               | inoffizielles WM-Springen                                 | Deutsche Demokratische RepublikHarald Duschek Jochen Danneberg Henry Glaß Matthias Buse | FinnlandJari Puikkonen Jouko Törmänen Pentti Kokkonen Tapio Räisänen | NorwegenRune Hauge Roger Ruud Tom Levorstad Per Bergerud |               |
| 26. Februar 1978                                   | Lahti           | Salpausselkä K90               |                                                           | Tapio Räisänen                                                                          | Alois Lipburger                                                      | Falko Weißpflog                                          |               |
| 3.3. -5. März 1978                                 | Ironwood        |                                | Skiflugwoche                                              | Henry Glaß                                                                              | Jochen Danneberg                                                     | Klaus Tuchscherer                                        | [ 13 ]        |
| 3.3. -5. März 1978                                 | Bad Mitterndorf | Kulm                           | Skiflugwoche                                              | Peter Leitner                                                                           | Falko Weißpflog                                                      | Alois Lipburger                                          | [ 14 ]        |
| 4. März 1978                                       | Falun           | Lugnet-Schanzen K89            | Schwedische Skispiele                                     | Lennart Elimä                                                                           | Pentti Kokkonen                                                      | Bernd Eckstein                                           | [ 15 ]        |
| 5. März 1978                                       | Falun           | Lugnet-Schanzen K89            | Schwedische Skispiele                                     | Leoš Škoda                                                                              | Ole Erik Tvedt                                                       | Lennart Elimä                                            | [ 15 ]        |
| 8. März 1978                                       | Odnes           |                                | Flubergrennet                                             | Walter Steiner                                                                          | Robert Mösching                                                      | Klaus Ostwald                                            | [ 16 ]        |
| 11. März 1978                                      | Thunder Bay     | K70                            |                                                           | Armin Kogler                                                                            | Henry Glaß                                                           | Tom Levorstad                                            | [ 17 ]        |
| März 1978                                          | Thunder Bay     | K90                            |                                                           | Armin Kogler                                                                            | Henry Glaß                                                           | Jochen Danneberg                                         | [ 17 ]        |
| 12. März 1978                                      | Oslo            | Holmenkollbakken K105          |                                                           | Harald Duschek                                                                          | Johan Sætre                                                          | Peter Leitner                                            | [ 18 ]        |
| 12. März 1978                                      | Zakopane        | Średnia Krokiew K82            | Czech-Marusarzówna-Memorial                               | Mathias Buse                                                                            | Kazimierz Długopolski                                                | Stanisław Bobak                                          | [ 19 ]        |
| 13. März 1978                                      | Zakopane        | Wielka Krokiew K115            | Czech-Marusarzówna-Memorial                               | Falko Weißpflog                                                                         | Keijo Korhonen Stanisław Bobak                                       |                                                          | [ 20 ] [ 21 ] |
| 18. März 1978                                      | Štrbské Pleso   | MS 1970 A K70                  | Tatra-Pokal                                               | Leoš Škoda                                                                              | Ján Tánczos                                                          | Juri Iwanow                                              | [ 22 ]        |
| 19. März 1978                                      | Štrbské Pleso   | MS 1970 A K90                  | Tatra-Pokal                                               | Falko Weißpflog                                                                         | Markku Reijonen                                                      | Mathias Buse                                             | [ 22 ]        |
| 26. März 1978                                      | Kuusamo         | Rukatunturi-Schanze            | Kuusamo Ski Games                                         | Toni Innauer                                                                            | Tapio Räisänen                                                       | Klaus Tuchscherer                                        | [ 23 ]        |
| 25. März 1978                                      | Feldberg        | Fahler Loch K85                | 39. Internationales Feldberg-Springen                     | Mathias Buse                                                                            | Henry Glaß                                                           | Jari Puikkonen                                           | [ 24 ]        |
| 26. März 1978                                      | Feldberg        | Fahler Loch K85                | 39. Internationales Feldberg-Springen                     | Henry Glaß                                                                              | Peter Leitner                                                        | Mathias Buse                                             | [ 24 ]        |
| 1. April 1978                                      | Oberwiesenthal  | Fichtelbergschanze K90         | Internationaler Sprunglauf um den Pokal der Freien Presse | Henry Glaß                                                                              | Bernd Eckstein                                                       | Bogdan Norčič                                            | [ 25 ]        |
| 2. April 1978                                      | Oberwiesenthal  | Fichtelbergschanze K90         | Internationaler Sprunglauf um den Pokal der Freien Presse | Henry Glaß                                                                              | Armin Kogler                                                         | Falko Weißpflog                                          | '             |